# Hudandning
Hudandning är en form av syreupptagning som sker genom djurets hud. Djur som groddjur använder hudandning för att kunna ta upp syre i både vatten och på land.